# Олд Шетърхенд
Олд Шетърхенд (на английски: Old Shatterhand; в превод: „Поразяващата ръка“) е литературен герой в романите на германския писател Карл Май.
Той е приятел и кръвен брат на Винету, който е въображаем вожд на индианското племе мескалеро от апачите.
Олд Шетърхенд е алтер его на Карл Май и писателят твърди, че самият той е преживял всичките приключения на героя. В действителност Карл Май посещава Америка, чак след като написва повечето си известни истории за Дивия запад и никога не пътува по на запад от Бъфало, Ню Йорк. Повече от историите са написани от първо лице, а Винету често нарича Олд Шетърхен моят брат Шарли („Шарли“ е приблизително немско произношение на Чарли и означава Карл на немски). Карл Май никога не е пощевал също такаи Ориента, но имали почти толкова романи за Ориента, който и за Дивия запа. Алтер егото му  - Олд Шетърхенд там носи името Кара бен Немзи. (Карл син на Германия). В някои романи двамата с Винету посещават Ориента 
Олд Шетърхенд има две известни пушки: „Мечкоубиеца“ и карабината „Хенри“, които са изработени от въображаемия оръжеен майстор Хенри от Сейнт Луис (първообраз на героя е оръжейният майстор Бенджамин Хенри 1821 – 1898). Карабината „Хенри“ може да прави 25 изстрела без презареждане – вероятно преувеличен образ на истинската пушка „Хенри“. Олд Шетърхенд язди коня „Хататитла“ (Светкавица), който получава от Винету, а Винету язди брата на този кон – „Илчи“ (Вятър).

## Историята
Олд Шетърхенд е германец, който отива в САЩ в шестото десетилетие на 19 век, за да търси щастието си. След като се запознава с оръжейния майстор Хенри и впоследствие със Сам Хокинс, Дик Стоун и Уил Паркър, Олд Шетърхенд поема на Запад като земемер, за да участва в проектирането на железопътна линия през индианските територии.
След драматично навлизане в опасностите на Дивия запад и първоначално обучение от Сам Хокинс в тънкостите на това да бъдеш „уестман“, Олд Шетърхенд се среща с Винету, Инчу-чуна и Клеки-Петра, белият учител на апачите мескалеро. Двамата с Винету стават кръвни братя. Това е началото на епоса от приключения в Дивия запад и дори Северна Африка, в които Олд Шетърхенд и Винету се борят с несправедливостта в бяла и червена кожа.

## Шетърхенд в творчеството на Карл Май
Олд Шетърхенд е герой в десетки романи на Карл Май, разказващи за приключения в Северна и Южна Америка, Китай, Африка и Близкия изток и дори Балканите. По известни са трилогията "Винету" и " Сатана и Юда Искариотски" в които Олд Шетърхенд е главен герой, както и "Съкровището в Сребърното езеро/Завещанието на инката" в които е поддържащ герой. Според Карл Май алтер егото му знае персийски език, китайски и всички индиански диалекти.
Характерен елемент за книгите на Карл Май е, че в тях винаги "добрите" герои са немци, а "лошите" - американци или мексиканци; също така в книгите му има назидателен морал пропагандиращ християнството (Винету приема християнството преди смъртта си; Олд  Шетърхенд не успява да застреля убиеца му - злото се наказва самичко; Олд Шетърхенд изпитва състрадание дори към хора, които му желаят злото и пр.); не е без значение, че книгите му са пълни с описания на природни местности, от което страда основното действие.
Често срещан похват в книгите му е, че опитните уестмани и трапери често смятат Олд Шетърхенд за "грийнхорн", за новак в занаята. Шетърхенд поддържа тази идея - той никога не прави нещата по общоприетите правила, а по свой начин. Въпреки това неписано правило  в книгите на Карл Май е, че "уестманите" грешат, а "грийнхорна" Шетърхенд винаги е прав. Уестманът Сам Хокинс се "самоназначава" за ментор на Шетърхенд, въпреки че последният няма никаква нужда от неговата помощ. Самият Шетърхенд е скромен, често пътува инконгито

## Прякорът Олд Шетърхенд
Името "Олд Шетърхенд"/"Поразяващата ръка"  героят получава когато поваля негодника Ратлър в несвяст с юмрука си, а преди това побеждава с голи ръце мечка гризли. Впоследствие той затвърджава този прякор с точният си мерник - например когато вожда Тангуа застава странично от него при дуел и Шетърхенд с един изстрел  му строшава и двете колена. Поразяващата ръка е известен с това, че никога не пропуска цел, по която е стрелял. Шетърхенд е известен и с гръмотевичния си юмрук, който поваля здрави мъже. В една от книгите Шетърхенд удря индиански вожд и го парализира от кръста надолу.